# Saison 1 de Goldorak
— Saison 2 de Goldorak
Cet article liste les épisodes de la première période de l'anime japonais Goldorak, diffusée pour la première fois au Japon du 5 octobre 1975 au 4 avril 1976.

## Les Frères de l'espace
Le premier épisode de la série est diffusé pour la première fois au Japon le 5 octobre 1975.
Alors qu'Alcor pilote son « OVTerre » en direction du centre spatial du professeur Procyon, il aperçoit un ovnis. Il se pose au ranch du Bouleau blanc où il rencontre Procyon et ses collaborateurs qui sont venus l'accueillir. Alcor est venu à la demande de la NASA pour enquêter sur les apparitions d'ovni dans l'espace aérien avoisinant le ranch. Procyon présente Alcor à Rigel, Vénusia et Mizar. Il le présente aussi à Actarus, qui se montre très distant.  
Alcor et Actarus entrent bientôt en conflit : d'abord au ranch, parce qu'il pilote une soucoupe, Alcor se croit capable de monter n'importe quel étalon, même le plus indomptable mais son ego en prend un coup et Actarus évite qu'un drame se produise ; puis au centre, sur la question de l'apparition d'ovnis liés à la « lune rouge » qui, selon Actarus, est le présage d'une attaque imminente.
Ses pressentiments sont fondés. En effet les hommes de Véga, en examinant les photos de l'OV-terre d'Alcor, déduisent que la technologie terrienne est primitive et décident d'attaquer le lendemain. Alcor décide d'aller à leur rencontre malgré les mises en garde d'Actarus. Encerclée par les navettes, sa soucoupe est attaquée et touchée. Goldorak surgit avec sa rampe de lancement du sous-sol du Centre spatial, sous les yeux de Procyon. Actarus prend les commandes et Goldorak décolle, détruisant les navettes de Véga afin de sauver Alcor.
Reconnaissant Goldorak, Hydargos décide d'envoyer le Golgoth 1: "La soucoupe sauvage" qui attaque Alcor. Alors qu'Actarus le protége avec Goldorak déployé, le combat entre les deux robots a lieu, qui voit la défaite rapide du Golgoth coupé en deux par l'astéro-hache du héros. Mais Hydargos a pris des clichés du combat qu'il compte analyser pour une prochaine attaque.
De retour au ranch, Alcor se pose des questions sur l'identité de son sauveur, soupçonnant qu'il s'agit d'Actarus, dont il est convaincu d'avoir reconnu le regard au travers de son masque, dans la cabine de Goldorak.  Actarus refuse de confirmer.

## Le Prince d'un autre monde
L'épisode 2 est diffusé pour la première fois au Japon le 12 octobre 1975 et en France le 6 juillet 1978.
De retour au Camp de la Lune noire, la base de départ des forces de Véga établie sur la face cachée de la Lune, Hydargos est vivement réprimandé par son supérieur, le commandant en chef Minos, pour sa défaite contre Goldorak. Désirant s’emparer de la terre, le Grand Stratéguerre leur ordonne de détruire Goldorak à tout prix en utilisant toutes les forces de Vega s'il le faut. 
Alcor espionne Actarus qu'il soupçonne de cacher un secret. Ce dernier ne répond pas aux provocations physiques d'Alcor. Au ranch, Rigel fait décoller par mégarde la soucoupe d'Alcor et provoque de nombreux accidents. Un exploit d'Actarus, qui récupère les commandes de l'appareil, permet d'éviter un désastre, mais le trahit auprès d'Alcor. 
Le professeur Procyon avoue alors la vérité à Alcor : Actarus est le Prince d'Euphor, une planète conquise et dévastée par les forces de Vega. Actarus raconte le vol de Goldorak, alors attribué à la technologie de Véga selon Procyon, avant son exil sur Terre où ce dernier l'a recueilli deux ans auparavant. Alcor présente ses excuses et fait serment de garder le secret.
Lors de l'attaque en provenance des forces de Véga qui suit, Actarus s'oppose à ce qu'Alcor prenne part aux combats. Il décolle puis va affronter un Antirak qui immobilise sa soucoupe et s'apprête à le faire s'écraser, mais Alcor intervient en tirant des missiles et le sauve. Goldorak l'emporte par un Corno-fulgur, bien qu'Actarus soit légèrement blessé.
Actarus remercie Alcor, qui le qualifie en retour de « frère ». 
- Remarques :
  - Minos et Minas apparaissent pour la première fois
  - La version française présente Goldorak comme étant une réalisation des savants de Stykadès alors que dans la version originale de cet épisode, Goldorak est le fruit du pillage de la science et de la technologie d'Euphor par Véga.

## La Fiesta tragique
L'épisode 3 est diffusé pour la première fois au Japon le 19 octobre 1975 et en France le 10 juillet 1978.
Actarus fait un cauchemar qui lui fait redouter une attaque imminente de Véga. En effet Minos et Minas décident d'attaquer le ranch du Bouleau blanc. Ce jour-là a lieu une grande fête à laquelle participe le professeur Procyon qui laisse le soin à l'ingénieur Antarès (Diamada en VO) de l'appeler en cas de danger. Au ranch, alors qu'Alcor et Banta se battent comme des chiffonniers, Vénusia va à la recherche d'Actarus, qu'elle tente d'inviter à danser avant d'être surprise par son père. Elle rougit quand Rigel laisse supposer que sa fille pourrait être éprise du palefrenier.
Antarès est distrait de son poste par Banta qui le fait boire et ne peut donner l'alerte à temps. Remarqué par le professeur Procyon qui lui somme de retourner à son poste, Antarès finit par donner l'alerte, à peine quelques secondes avant l'attaque du ranch. 
Alcor décolle avec sa soucoupe, mais n'a guère le temps que d'abattre une navette qui s'attaquait au véhicule du Pr Procyon avant de s'écraser. Alors qu'Actarus se précipite à cheval vers le centre spatial, Hydargos envoie un Golgoth. Un brouillage radar permet au Centre spatial de cacher sa fonction de refuge de Goldorak avant qu'il décolle et puisse venir à bout du Golgoth d'un Corno-fulgur sans sortir de sa soucoupe. 
- Remarques :
  - Cet épisode est le premier où apparaît Banta.

## L'Île de la peur
L'épisode 4 est diffusé pour la première fois au Japon le 26 octobre 1975 et en France le 13 juillet 1978.
Malgré l'envoi d'une navette de reconnaissance, la base de Goldorak reste introuvable pour les forces de Véga. Minos reproche à Hydargos son incompétence, mais n'ayant rien à proposer non plus, il est interrompu par Minas qui suggère une attaque massive « tous azimuts » avec des navettes et Golgoth 2 pour faire sortir Goldorak de sa cachette. Des dizaines de soucoupes sont envoyées pour attaquer la terre. Golgoth 2 atterrit pour commencer à détruire et bruler la ville. Actarus accepte de laisser Alcor partir seul à leur rencontre pour créer une diversion, en lui fixant discrètement un micro-émetteur de repérage dans sa ceinture. Malgré un combat acharné, Alcor finit par être débordé par le nombre. Piégé par le golgoth et touché par les navettes de Véga, il doit faire un atterrissage forcé sur une île déserte (d'où le titre de l'épisode) où il est éjecté sur la plage.
Actarus vient secourir Alcor blessé sur l'île déserte avec Goldorak qui a été repéré par Hydargos. Le soir, en mangeant des poissons, tous deux discutent de leurs planètes respectives quand survient une attaque de soldats de Vega, accompagnés de chiens-robots. Actarus parvient néanmoins à récupérer Goldorak, qui est immédiatement attaqué par le Golgoth 2. Alors que ce dernier s'apprête à achever Goldorak, Alcor s'interpose seul avec une grenade. La grenade ne cause aucun dommage au Golgoth, mais ce geste donne le temps à Actarus de se ressaisir et sortir Goldorak de sa soucoupe. Goldorak étant à nouveau en mauvaise posture, Alcor arrive encore à la rescousse avec son OVTerre. Goldorak peut alors achever le Golgoth.

## Le Traquenard de la mort
L'épisode 5 est diffusé pour la première fois au Japon le 2 novembre 1975 et en France le 17 juillet 1978.
Hydargos se propose de prendre en otage des Terriens sur un aéroport où doit avoir lieu un meeting aérien, afin d'attirer Goldorak et le détruire. Alcor, Banta, Vénusia et Mizar se rendent justement sur cet aérodrome pour assister au meeting : Alcor en tant que pilote, Banta, Vénusia et Mizar comme spectateurs.
Alors qu'Alcor prend son envol, les forces du Grand Stratéguerre attaquent. Une navette abat l'avion d'Alcor, qui s'écrase. Banta l'extrait de l'épave avant qu'elle n'explose. Alcor, Vénusia, Banta, Mizar et les spectateurs du meeting sont alors pris en otages par les soldats de Véga. À l'arrivée de Goldorak, « Golgoth 3 », nommé l'Aragne, est lancé par Hydargos, qui somme Actarus de se rendre, faute de quoi les otages seront exécutés. Actarus se pose et accepte de se rendre si Hydargos libère les otages. Celui-ci refuse et l' l'Aragne entrave alors par des chaînes Goldorak dans sa propre soucoupe. Alcor lance une révolte pour libérer les otages puis s'empare d'une navette de Vega, ce qui lui permet de détruire les autres navettes. Les otages libérés, Goldorak se dégage de ses entraves et le combat contre le Golgoth finit par la victoire d'Actarus. La navette de Vega volée par Alcor s'autodétruit sous l'ordre d'Hydragos, Alcor s'en échappant de justesse. Rigel félicite Alcor puis traite Actarus de lâche pour lui avoir refusé son aide.

## Attaque sur Perlépolis
L'épisode 6 est diffusé pour la première fois au Japon le 9 novembre 1975 et en France le 20 juillet 1978.
Alors que Vénusia se rend en bus à Perlépolis (Tokyo en version originale), accompagnée de Banta, Minos décide d'attaquer la ville. Un Golgoth y aspire des véhicules et leurs occupants, dont le bus dans lequel se trouve Vénusia. Venu en reconnaissance, Alcor est à son tour capturé, avec sa soucoupe dans le Golgoth même.
Actarus décolle aussitôt et vole à leur secours. Le Golgoth attaque Goldorak, mais sans succès. Il entreprend alors de détruire la ville. Pendant ce même temps, le plafond hérissé de piques du compartiment du Golgoth commence à baisser, menaçant de transpercer les otages qui sont à l'intérieur, alors que l'air se raréfie. Au Centre spatial, Rigel et la mère de Banta viennent supplier le professeur Procyon de sauver leurs enfants.
Procyon conseille alors à Actarus d'attirer le Golgoth dans l'espace puis de l'attaquer avec des planitrons dont la fonction atomique sera activée. Alcor devra pousser le bus chargé de ses occupants au moment de l'attaque. Quand Actarus se prépare à passer à l'attaque, le Golgoth se camoufle dans une fumée artificielle. Après l'avoir dissipée à coup de rayon Mégavolt, les planitrons tranchent les tubes d'aspiration (« magnétospyres ») du Golgoth, permettant à Alcor de pousser, à l'aide de sa soucoupe, le bus et deux véhicules particuliers dans le vide et à Goldorak de les récupérer. Les otages saufs et libérés, Actarus détruit le Golgoth avec l'aide d'Alcor.

## Le Festin des loups
L'épisode 7 est diffusé pour la première fois au Japon le 16 novembre 1975.
Alors qu'Hydargos rumine des idées sombres à la suite de son dernier échec, un astronef s'approche de sa soucoupe amirale. Un golgoth et des navettes sont lancés pour attaquer cette soucoupe, en fait un antirak piloté par le capitaine Janus, de la « Division Ruine ». Janus anéantit les navettes et détruit le Golgoth. Arrivé dans la soucoupe amirale, il annonce à Hydargos qu'il prend le commandement des forces d'attaque et qu'il a bien l'intention de détruire Goldorak dès le lendemain.
Hydargos, qui rêve d'accomplir cet exploit, ne veut en aucun cas que Goldorak soit maîtrisé par Janus, et souhaite ardemment l'échec de ce dernier.
L'antirak piloté par Janus attaque avec une escadrille de navettes et Actarus reconnaît l'insigne de la division Ruine, celui qu'arboraient les envahisseurs d'Euphor. Il assomme Alcor qui voulait l'accompagner. Le professeur Procyon explique à Alcor que c'est pour lui éviter une mort certaine. 
Un premier combat s'engage. Dominé par Janus, Actarus rompt le combat. Janus envoie deux débusqueurs à infrarouge qui suivent Goldorak jusqu'au Centre spatial. De retour sur la soucoupe amirale, Janus humilie Hydargos qui est bien décidé à ne pas le laisser tuer Actarus.
Au centre, Alcor détruit les débusqueurs de Janus mais se retrouve confronté à lui. Celui-ci veut l'obliger à avouer où se cache Actarus mais Alcor refuse. Goldorak fait son apparition. De nouveau dominé par Janus, il manque d'être détruit. C'est alors qu'Hydargos lance avec traîtrise ses navettes contre Janus ; ce dernier riposte mais son Antirak, affaibli, ne peut pas résister au coup de grâce d'Actarus.
Janus est mort et son robot est détruit, à la grande joie d'Hydargos, qui promet à Minos de détruire bientôt Goldorak.
Continuité :
- La Division Ruine est une invention de la version française. Dans la version japonaise, l'insigne est celui de la garde personnelle du Grand Stratéguerre.
- Pour la première fois dans la série, Vénusia remarque que lorsque des vaisseaux extraterrestres se présentent, Actarus s'absente quelque temps.

## Les radars se sont tus
L'épisode 8 est diffusé pour la première fois au Japon le 23 novembre 1975.
Le Professeur Procyon et les analystes du Centre spatial détectent avec leurs radars un champ électromagnétique anormal dans l'ionosphère.
Alcor souhaite faire une reconnaissance visuelle avec sa soucoupe, mais Actarus n'est pas d'accord en raison de la situation de l'anomalie détectée, située dans la très haute atmosphère : Alcor risque de perdre le contrôle de son OVTerre.  
Les deux amis en viennent aux mains mais Alcor parvient à rejoindre son engin aérien et décolle.  Il se dirige vers le lieu de l'anomalie ; au moment où il entr'aperçoit la soucoupe amirale d'Hydargos et les « cyber-mines » aimantées que celui-ci a fait disposer au sein du champ magnétique, il perd le contrôle de sa soucoupe et s'écrase sur Terre.  Grièvement blessé, il ne peut pas révéler à ses compagnons ce qu'il a vu.
Actarus à bord de Goldorak se rend sur les lieux de l'anomalie. Il engage le combat contre des navettes mais il est encerclé par les « cyber-mines » aimantées, qui s'accrochent à lui, le gênant fortement dans ses mouvements et annulant la sustentation aérostatique de la soucoupe qui commence une descente dangereuse. Alcor malgré ses blessures est revenu aider quand Hydargos décide d'envoyer le Golgoth 8 contre lui puis d’accélérer la chute de Goldorak en boostant les mines. Celle-ci explosent en assommant Actarus. Alcor précipite sa soucoupe pour le réveiller de justesse avant qu'il heurte la terre. Un second combat s'engage alors. Actarus, aidé par Alcor, détruit le Golgoth.

## Le Camp de la Lune noire
L'épisode 9 est diffusé pour la première fois au Japon le 30 novembre 1975 et en France le 31 juillet 1978.
Minos/Minas promet à Eurydie, de la planète Concordia, une planète inféodée à Véga, un pacte de non-agression si elle détruit Goldorak. Elle a pour mission de s'accrocher à Goldorak et de faire exploser une « Kamika-bombe », tel un kamikaze.
Après une attaque de navettes contre l'école de Mizar, Goldorak décolle. Eurydie attaque avec son Antirak, mais son attaque-suicide est un échec et son engin s'écrase. 
Quand Actarus pose Goldorak près de l'Antirak d'Eurydie, celle-ci tente de l'attaquer à l'épée, mais elle est assommée par Alcor qui vient d'arriver. Après son réveil, ils l'accueillent en amie au Ranch du Bouleau blanc, où une fête est organisée en son honneur. Eurydie émue par tant de gentillesse se sauve et retourne à son antirak où Hydargos lui ordonne de tuer le prince d'Euphor. Elle a reconnu le prince sous les traits d'Actarus mais n'a pas la force de le tuer quand elle lui fait face dans la forêt car elle reconnait sa bonté. Rongée par le sort de sa planète, elle revient ensuite pour assassiner Actarus pendant son sommeil: ce dernier faisait semblant de dormir, elle échoue encore. Elle repart en courant vers son antirak.
Hydargos, avec sa soucoupe amirale, attaque l'antirak d'Eurydie. Goldorak arrive à la rescousse mais l'antirak est touché et s'écrase en bord de mer. De rage, Actarus attaque la soucoupe amirale mais une nuée de navettes est envoyée vers le Prince d'Euphor, qui les abat. Hydargos rompt le combat et retourne au Camp de la Lune noire.
Actarus retourne vers l'Antirak d'Eurydie, qui meurt dans ses bras sur une plage. Après l'explosion de l'Antirak, Actarus promet de la venger et que la terre protégera Concordia.

## L'Espion qui venait de Véga
L'épisode 10 est diffusé pour la première fois au Japon le 7 décembre 1975.
Uranus est un jeune garçon d'environ 11-12 ans, orphelin, élevé par son grand-père. Il déclare à Mizar et à Banta avoir rencontré un extra-terrestre mais Banta ne le croit pas et se moque de lui. 
Peu de temps après, Uranus demande à Mizar la permission de visiter le Ranch du Bouleau blanc. Il furète et découvre la soucoupe d'Alcor remisé dans un hangar du ranch. 
Actarus suit Uranus, qui se rend dans un lieu à l'écart. Un vaisseau spatial arrive : un extraterrestre en sort et déclare à Uranus que s'il trouve le lieu où se trouve Goldorak, il pourra visiter le vaisseau spatial et faire un tour dans l'espace à l'intérieur de celui-ci. Par la suite, Uranus se rend au Centre spatial pour continuer ses opérations d'espionnage ; prenant de grands risques lors de l'escalade du barrage, il tombe dans l'eau. Il est sauvé de la noyade par Actarus, qui pour l'occasion s'est transformé en Prince d'Euphor. Il est emmené dans une chambre du Ranch du Bouleau blanc et est soigné.
Néanmoins, quelques heures après, les soldats de Véga viennent au ranch, immobilisent les humains et enlèvent Uranus, qu'ils incarcèrent au sein d'un Golgoth. Puis ils attaquent la Terre. Actarus découvre grâce à un don de voyance extrasensoriel qu'Uranus est détenu dans la jambe du robot. Actarus parvient à trancher cette jambe et sauver Uranus, avant de détruire le robot.

## Le jour où le Soleil s'arrêta
L'épisode 11 est diffusé pour la première fois au Japon le 14 décembre 1975 et en France le 7 août 1978.
Minos ordonne à Hydargos, déprimé, de détruire les observatoires terriens avant une éclipse solaire qui pourrait trahir le Camp de la Lune noire. Le plan de Minos est le suivant : à l'heure de l'éclipse, pendant quinze minutes, Goldorak (qui fonctionne notamment grâce à l'énergie solaire) sera paralysé s'il se trouve à ce moment dans l'ionosphère au niveau du cône d'ombre de la Lune.
Dans un premier temps, ce plan se réalise comme prévu : une flotte de navettes attire Goldorak dans le cône d'ombre de l'éclipse et ce dernier se retrouve immobilisé et sans défense. Actarus est attaqué par un Golgoth et la soucoupe amirale, laquelle doit lancer un rayon pour achever Goldorak. Un premier tir est effectué mais ne suffit pas à détruire Goldorak. Pendant qu'un second tir est préparé, Alcor vient à la rescousse et utilise les missiles légers de sa soucoupe pour faire sortir Goldorak du cône d'ombre, puis lui renvoie la lumière du Soleil en miroir afin de lui permettre d'affronter le Golgoth à la fin de l'éclipse.  Le plan de Minos a de nouveau échoué. 
Actarus est tenté de poursuivre ses attaques contre la soucoupe amirale, mais étant blessé, il préfère rentrer au Centre spatial.

## Du sang sur la neige
L'épisode 12 est diffusé pour la première fois au Japon le 21 décembre 1975 et en France le 4 janvier 1979.
Une jeune fille, prénommée Cassiopée, et ses parents se préparent à fêter Noël dans un observatoire en montagne, mais celui-ci est détruit par une attaque d'un Golgoth qui a pour mission de construire une base secrète sous la montagne pour repérer l'aire d'envol de Goldorak.
Alcor et Actarus récupèrent Cassiopée. Blessée, elle est examinée par un médecin qui constate un affaissement de la boîte crânienne et décide de l'opérer. Alcor et Actarus, qui n'ont pas assisté à l'attaque, s'interrogent : comment une avalanche peut-elle emporter un édifice situé au sommet d'une montagne ? En repérage, Alcor ne peut rien voir à cause du brouillard, alors que les météorologues annonçait un temps clair.
Cassiopée est soignée par les habitants du Ranch du Bouleau blanc. Profitant d'une inattention de leur part, elle retourne dans la montagne.  Elle y retrouve, en fouillant la neige, les vestiges de la maison et quelques reliques : un sapin de Noël, une écharpe. S'ensuit une séquence très triste sur les joies perdues de la famille, avec un clin d'œil au conte d'Andersen La Petite Fille aux allumettes.  Actarus se dirige vers la montagne afin d'y récupérer la petite fille et la sauve de justesse d'une avalanche ordonnée par Hydargos. Ramenée au centre, elle est opérée avec succès.
Actarus, Alcor et Procyon soupçonnent qu'une base est en train d'être construite sous la montagne. À bord de Goldorak, épaulé par Alcor, Actarus se dirige vers la montagne. Golgoth 12, qui ressemble à une grosse araignée, l'attaque avec une arme qui envoie un fluide de « zéro absolu ». Actarus trouve une contre-parade avec une parade nommée « Hyper-métabolisme » et parvient à détruire son adversaire.
Cassiopée sauvée, mais paralysée, reçoit la visite du traîneau du Père Noël (Alcor déguisé), mû par sa soucoupe. Dans un final onirique, la jeune fille surmonte sa paralysie pour rejoindre le prince d'Euphor par un arc-en-ciel la menant à un bateau volant porté par Goldorak dans un concert de cloches…

## Par le fer et par le feu
L'épisode 13 est diffusé pour la première fois au Japon le 28 décembre 1975 et en France le 10 août 1978.
Les forces de Véga lancent une attaque violente contre la ville voisine du Centre spatial. Goldorak va affronter ce Golgoth qui absorbe l'énergie solaire pour la restituer sous forme d'un rayon dévastateur. Rendu impuissant par ces rayons calorifiques qui dilatent sa structure, Goldorak doit s'enfuir.
Alors que le Golgoth est inopérant la nuit, Actarus veut en profiter pour réparer Goldorak vu que les nuits de décembre sont les plus longues, mais il est réquisitionné par Rigel. Alcor décide de l'attaquer seul et d'y poser des bombes sur le Golgoth. Néanmoins, leur explosion reste sans effet sur l'engin. 
Durant la même nuit, au Ranch du Bouleau blanc, Actarus procède à la mise bas d'un poulain.
Le lendemain, Goldorak repart au combat mais avec des armes qui sont presque hors service. Alcor propose au Professeur Procyon d'adapter sa soucoupe pour qu'elle reflète le rayon mortel sur le Golgoth. Procyon donne son accord.
Le Golgoth, grandement affaibli par la soucoupe d'Alcor alors qu'Actarus a entre-temps fini de réparer Goldorak, est détruit à coup d'astéro-hache.

## Le Jour du Soleil levant
L'épisode 14 est diffusé pour la première fois au Japon le 4 janvier 1976 et en France le 14 août 1978.
À l'invitation de Rigel, les occupants du Ranch du Bouleau blanc fêtent le Nouvel An selon la tradition japonaise. Sous le charme d'Actarus,Vénusia tente des avances vers lui. 
Venus avec leur robot fantaisiste, les amis d'Alcor (Bélier, Setter et Cocker) voient leur machine infiltrée par deux soldats de Véga, qui croient y déceler une arme redoutable... Abusés par la rusticité de l'engin, les soldats amorcent des mines pour faire exploser le robot, mais ils ne peuvent le quitter en raison du retour des amis d'Alcor qui doivent faire un spectacle comique avec lui. 
Pour sauver ses deux soldats, Hydargos envoie un Golgoth à la rescousse. Les amis d'Alcor réussissent à enlever les mines. 
Alcor dans sa soucoupe est pris en chasse par le Golgoth. Alors que ce dernier s'apprête à détruire Alcor et son engin, le robot de Bélier attaque le Golgoth, le temps que Goldorak arrive et détruise le Golgoth.

## Akerebe, la rouge
L'épisode 15 est diffusé pour la première fois au Japon le 11 janvier 1976 et en France le 17 août 1978.
Sismologue captif de Véga car originaire d'une planète conquise, le commandant Eudix a mis au point un système d'amplification des tremblements de terre, dont il refuse une utilisation à des fins destructrices. Sous la menace de Minas de déporter sa mère (en réalité déjà décédée) vers la planète cauchemardesque Akereb la rouge, il accepte de se mettre à leur service et de piloter Golgoth 15. Sur Terre, les séismes s'amplifient.
Alcor repère un Golgoth près de l'épicentre, mais il est pris en otage par ce dernier. Actarus se rend sur les lieux avec Goldorak et Eudix lui propose de se rendre, en contrepartie de la libération d'Alcor et la non-utilisation de son invention. Actarus accepte le marché et se rend, mais Hydargos rejette ce marché et exige la mort d'Actarus par précipitation dans le magma du volcan puis le déclenchement d'un séisme destructeur. Avant sa mise aux arrêts, Eudix confie cependant le détonateur du séisme à Actarus. 
Hydargos « lave le cerveau » d'Eudix avant de le renvoyer à la base sismographique pour terminer sa mission. Alcor profite du retour de sa navette pour s'infiltrer dans la base et libérer Actarus. Goldorak détruit alors le Golgoth et le séisme déclenché par Vega reste limité faute d'amplificateur. Actarus déplore la mort d'Eudix qui, selon lui, aurait mérité d'être Prince.

## Le Fiancé de la mort
L'épisode 16 est diffusé pour la première fois au Japon le 18 janvier 1976 et en France le 21 août 1978.
Capella, la fiancée d'Argoli, l'un des assistants du Professeur Procyon préposé au scope-radar, doit venir le rejoindre pour passer quelques jours avec lui. Le professeur l'envoie avec Alcor l'accueillir à la gare. Un espion de Véga arrivé sur Terre avec un Golgoth sans avoir été repéré par les radars terriens, surveille les allées et venues du personnel du Centre spatial. En ville, Argoli conseille à Capella de prendre l'autocar pour voyager avec plus de confort, car leur jeep est encombrée par des colis destinés au centre. Mais durant le trajet, l'espion de Véga déguisé attaque l'autocar et s'en prend à Capella. Alcor et Argoli sont surpris à leur passage de trouver l'autocar immobile. Ils y trouvent le chauffeur à demi inconscient mais Capella a disparu. Ils la retrouvent plus loin seule sur la route mais la jeune femme a du mal à expliquer ce qui s'est passé.
Une fois arrivés au ranch, alors que Capella est accueillie par Rigel, Vénusia et Mizar, Alcor perplexe, raconte l'incident de l'autocar à Actarus. Pendant la nuit, ce dernier surprend Capella en train de rôder seule dans l'obscurité et ce comportement l'intrigue. Au centre, alors qu'Argoli veut présenter Capella au professeur, la jeune femme lui pose des questions sur Goldorak ce qui surprend Argoli car tout ce qui concerne Goldorak doit rester secret.
Plus tard alors qu'Argoli et Capella se promènent dans la forêt, cette dernière se plaint d'un violent mal de tête. L'espion de Véga apparaît, tire sur Argoli et emmène Capella. Blessé à la tête, Argoli délire. À son chevet Procyon révèle à Actarus, Alcor et Vénusia qu'Argoli et Capella sont tous deux orphelins et c'est pour cette raison qu'ils s'aiment profondément. Alcor et Actarus partent à sa recherche mais l'esprit de ce dernier est préoccupé par la barrette en forme de fleur que porte Capella à son front.
En fait, Capella est devenue espionne malgré elle et ses faits et gestes sont contrôlés par un « encéphalopulseur » dissimulé dans sa barrette lors de l'incident de l'autocar. L'espion la renvoie au ranch avec un revolver laser. Lorsqu'Actarus et Alcor reviennent au ranch bredouilles, ils y trouvent Capella, qui a pris en otage Procyon et les menace avec son arme. Ayant compris où se trouve l'encéphalopulseur, Actarus suggère à Alcor de s'approcher d'elle doucement et de lui retirer sa barrette.
Argoli s'interpose et c'est lui qui se retrouve en joue, face à Capella. Malgré les ordres donnés par l'espion, la jeune femme ne peut se résoudre à tirer sur celui qu'elle aime et s'effondre. Actarus en profite pour retirer sa barrette et détruire l'encéphalopulseur. Furieux, l'espion décide d'attaquer le ranch et le centre avec Golgoth 16 mais Alcor et surtout Actarus avec Goldorak se défendent et après un combat violent mais bref, le Golgoth est détruit.
Le soir, alors que Capella s'en va en s'excusant pour les dangers causés, Actarus souligne le fait que l'amour de Capella a bloqué l'encéphalopulseur du Grand Stratéguerre et l'amour d'Argoli a fait le reste. Procyon en conclut que rien ne résiste à l'amour.

## La Chevauchée infernale
- L'épisode 17 est diffusé pour la première fois au Japon le 25 janvier 1976[1] et en France le 24 août 1978.
- Résumé : Minos décide de construire une base sur Terre, dans la région du Ranch du Bouleau blanc. Le plan est d'attaquer la région et de tout bruler pour faire place net pour l'installation de la base. Sur Terre, malgré une tempête de neige qui s'annonce, Rigel ordonne à Vénusia et Actarus de sortir les chevaux. Mais les conditions deviennent épouvantables et sur le chemin du retour, ils aperçoivent le Golgoth 17 de Vega qui commence à araser une vallée environnante pour édifier la base. Alcor décolle dès son retour avec sa soucoupe pour attaquer le Golgoth, Hydargos envoie des navettes en protection. Rigel et Bantar rejoignent le troupeau, mais Mizar et Sandy, un poulain, se perdent dans la montagne. Actarus les laisse pour récupérer Goldorak. À l'arrivée de Goldorak, Alcor va aider Rigel à retrouver Sandy et Mizar. Goldorak détruit le Golgoth avant qu'il ne détruise la ville. Sandy et Mizar sont retrouvés sains et saufs, Hydargos a encore perdu et retourne sur la base de la lune noire.

## Le Nouveau Temps des cavernes
- L'épisode 18 est diffusé pour la première fois au Japon le 1er février 1976[1] puis en France le 28 août 1978. Le scénario est de Shozo Uehara[2].
- Résumé : Tandis qu'au Centre spatial, l'équipe du Professeur Procyon se réjouit de maintenant disposer de plusieurs pistes de sortie pour Goldorak, quatre soldats de Véga prennent l'apparence de Terriens venus observer leur atterrissage. Une escadrille de navettes survole le centre et Alcor décolle contre les ordres de Procyon. Ayant perdu leur trace, il se pose près d'une ville, mais il y est attaqué par les soldats de Véga sous leur apparence humaine qui le capturent et le conditionnent psychologiquement. Actarus refuse de  partir à la recherche d'Alcor, exaspéré par son attitude, mais, attendri par son père adoptif, il change d'avis et lorsqu'il arrive à moto, il trouve Alcor endormi aux commandes de son vaisseau.  Un Golgoth les attaque. Actarus réussit à s'échapper grâce à sa moto et à l'aide d'Alcor. Sous la contrainte de Véga, Alcor déclenche un émetteur devant révéler sa position et celle de la cachette de Goldorak, mais Actarus intercepte l'émission et éloigne l'émetteur de la base de façon à tromper les extraterrestres. Des navettes attaquent le ranch du Bouleau blanc et celui de la mère de Banta. Actarus met tout le monde à l'abri au centre. Celui-ci attaqué, la seule possibilité pour Goldorak de sortir sans révéler sa base est la route no 7, qui passe par des grottes qui avaient été aménagées par l'armée japonaise durant la Seconde Guerre mondiale. Goldorak affronte alors un Golgoth composé de plusieurs modules, apte à se former et à se désassembler selon les circonstances. Pendant ce temps, Alcor réussit à se libérer et tente de poignarder Procyon, mais il est stoppé quand Goldorak détruit l'antenne du Golgoth qui le conditionnait.

## Le Village écrasé
- L'épisode 19 est diffusé pour la première fois au Japon le 8 février 1976[1] et en France le 31 août 1978.
- Résumé : Une énorme météorite menace le Camp de la Lune noire. Minas suggère à Minos de tester leurs nouveaux missiles anti-météorites et d'orienter les fragments ainsi obtenus vers la Terre. Hydargos envoie un Antirak, qui s'introduit dans le fragment le plus volumineux afin de guider les autres. Sur Terre, alors que l'hiver touche à sa fin, Actarus fait la connaissance d'un petit garçon appelé Dauphinor, recueilli par des voisins de Rigel à la suite du décès de ses parents. Étant originaire d'un petit village situé dans la montagne, l'enfant a des difficultés pour s'intégrer. Cette situation donne du vague à l'âme à Actarus, lui-même étranger sur Terre. Lorsque Dauphinor lui montre des photos de son village, Actarus mélancolique se rappelle les moments heureux passés sur Euphor avec sa famille. Les météorites approchent, Actarus est contacté d'urgence par le professeur Procyon. Il laisse Dauphinor entre les bonnes mains de Vénusia (le petit garçon confond la jeune fille avec sa voisine Sénusia) et, arrivé au centre, il se rend compte du péril qui menace la Terre. Il décolle avec Goldorak mais ne parvient pas à détruire toutes les météorites qui entrent dans l'atmosphère et s'écrasent dans la montagne. Malheureusement, un village évacué est détruit et Actarus s'aperçoit qu'il s'agit de celui de Dauphinor. Impuissant face à ce malheur, Goldorak ramène au centre un échantillon de météorite. Mais l'Antirak est intact, Hydargos lui ordonne de tout geler par aspersion hydrolytique, persuadé que même Goldorak ne pourra résister à une nouvelle ère glaciaire. 
 Au ranch, Actarus rumine des idées sombres, faisant un parallèle entre la tragédie de Dauphinor et la sienne sur Euphor. Il apprend par Vénusia que le petit garçon a disparu. Il part à sa recherche et le retrouve dans les ruines de son village. Alors qu'il tente de consoler Dauphinor, il voit s'installer une escadrille de navettes et comprend que Véga est derrière tout cela. Actarus repart du village et passe devant un camp de réfugiés. Il s'agit en fait des villageois rescapés du désastre et parmi eux se trouve Sénusia qui, au passage d'Actarus, interpelle Dauphinor qu'elle a reconnu. Laissant les deux enfants à leurs retrouvailles, Actarus donne l'alerte. Alcor décolle le premier et se rend sur les lieux. Repéré par Hydargos, le vaisseau d'Alcor provoque une telle panique au sein des troupes de Vega que les navettes se télescopent les unes les autres. L'Antirak entre alors en scène et Alcor cède la place à Goldorak qui combat le robot et le détruit. La reconstruction du village de Dauphinor est amorcée et ce dernier promet à Sénusia qu'il reviendra lorsqu'il sera grand. Actarus, conscient que rien ne sera jamais complètement détruit tant que l'Homme aura confiance en l'Homme, jure aux monstres de Véga qu'il sera toujours en travers de leur chemin.

## Terre en danger
- L'épisode 20 est diffusé pour la première fois au Japon le 15 février 1976[1] et en France le 4 septembre 1978.
- Résumé : Les forces de Véga ont décidé de rapprocher la Lune de la Terre afin d'hypertrophier l'influence exercée sur la Terre par son satellite (raz-de-marée, tremblement de terre, éruption volcanique, etc.) et obliger les Terriens à se rendre. Pour cela, 24 antennes de cap d'attraction sont installées — une moitié sur la Lune, l'autre sur la Terre, plus précisément dans les grottes du Mont Caverne. La soucoupe amirale d'Hydargos chargée de superviser les travaux est photographiée par des alpinistes et la presse relate le fait. Actarus ayant reconnu la soucoupe, avertit le professeur Procyon, qui envoie Alcor faire une reconnaissance. Arrivé au-dessus du Mont Caverne, Alcor trouve par hasard l'entrée d'un passage secret. Comprenant qu'une base secrète a été aménagée, il s'introduit dans le passage avec sa soucoupe pendant que le professeur ordonne à Actarus de rejoindre Alcor avec Goldorak. Au cœur de la base, Alcor tombe inévitablement sur les antennes de cap d'attraction et prévient Actarus, mais sa soucoupe est attaquée par une escadrille de navettes envoyées par Hydargos. Alcor est sauvé de justesse par Goldorak mais il est poursuivi par les soldats de Véga. Une nouvelle escadrille est envoyée, accompagnée par un antirak piloté par Hydargos lui-même. Un combat violent s'engage entre Goldorak et l'antirak, mais alors que Goldorak va avoir le dessus, Hydargos incite Actarus à se retourner : Alcor a été fait prisonnier par les soldats de Véga et si Actarus ne dépose pas les armes, Alcor sera exécuté. Refusant la mort certaine de son ami, Actarus se rend, au désespoir d'Alcor et à la joie des hommes de Véga. Hydargos suggère qu'il est inutile de poursuivre l'opération mais Minas l'exige afin de montrer aux Terriens la puissance de Véga. Actarus et Alcor seront crucifiés afin d'assister à la fin de la Planète Bleue puis exécutés. Profitant d'une seconde d'inattention des soldats de Véga, Actarus parvient à se libérer de même qu'Alcor. Le combat reprend de plus belle entre le robot d'Hydargos et Goldorak mais cette fois-ci ce dernier a l'avantage et détruit l'antirak. Hydargos s'enfuit au dernier moment. Goldorak retourne à la verticale de la base secrète de Véga et la détruit quelques secondes avant le déclenchement du cataclysme.

## Les Continents submergés
- L'épisode 21 est diffusé pour la première fois au Japon le 22 février 1976[1] et en France le 7 septembre 1978.
- Résumé : Les forces de Véga envoient une « soucoupe-héliodardeur » sur la verticale de l'océan Arctique afin de provoquer la fonte de la calotte glaciaire du Pôle Nord et ainsi faire monter le niveau des mers et océans pour recouvrir les terres émergées. Au ranch, alors qu'Actarus, Alcor et Rigel vaquent à leurs occupations habituelles malgré la fraîcheur de la matinée, Tara, une jument de l'écurie, tombe gravement malade. Après examen médical, Rigel diagnostique une pneumonie que seule la pénicilline (appelée dans l'épisode « cosmocilline ») peut soigner. Actarus prend sa moto et file en ville pour aller acheter un flacon à la pharmacie. Pendant ce temps, les forces de Véga mettent leurs projets à exécution en détruisant l'aéroport d'Anchorage en Alaska. Puis l'héliodardeur commence à faire fondre la banquise. Actarus, sur le chemin du retour au ranch avec le médicament, est surpris par une avalanche. S'il réussit à y échapper grâce à ses capacités physiques, sa moto est renversée et le flacon de médicament est brisé. C'est à ce moment que le professeur Procyon, informé de la destruction de l'aéroport d'Anchorage, appelle Actarus. Par ailleurs, le professeur a envoyé Alcor faire une reconnaissance au Pôle Nord avec sa soucoupe mais, soupçonnant un plan d'Hydargos, il demande à Actarus de décoller avec Goldorak. Actarus demande à son père de lui accorder une heure et lui explique ce qui arrive au ranch, mais Procyon refuse. Actarus à contrecœur s'exécute et part avec Goldorak, laissant Rigel,Vénusia et Mizar tenter de maintenir la jument en vie pendant que Procyon s'en veut d'avoir obligé son fils adoptif à choisir entre la Terre et Tara. Alcor, de son côté, est arrivé au pôle et constate l'absence de banquise. Il ne tarde pas à comprendre ce qu'il se passe lorsqu'il aperçoit l'héliodardeur. Procyon prévient Actarus et celui-ci actionne le mégamach pour rejoindre au plus vite Alcor qui subit l'attaque d'une escadrille de navettes et d'un Golgoth piloté par Hydargos. La soucoupe d'Alcor est très vite abattue mais Goldorak prend le relais. Comme dans l'épisode précédent, Hydargos s'enfuit avant l'explosion de sa machine. Actarus, informé par Procyon que la banquise a déjà fondu d'un mètre, s'attaque à l'héliodardeur et le détruit. L'explosion réveille Alcor. Actarus, constatant qu'il va bien et que sa mission est accomplie, rentre au Japon à toute vitesse. Au retour, il ne manque pas de racheter de la pénicilline et la ramène à bout de force à Rigel et Mizar. Le lendemain, Tara est sauvée, mais Rigel, ignorant qu'Actarus a encore sauvé la Terre, veut le punir malgré les excuses d'Alcor et du professeur.

## Les Massacreurs du ciel
- L'épisode 22 est diffusé pour la première fois au Japon le 29 février 1976[1] et en France le 11 septembre 1978.
- Résumé : Le professeur Armillérand a mis au point un « magnéti-capteur » destiné à domestiquer les ondes magnétiques autour de notre planète. Les forces de Véga ont vent de cette invention et Minas suggère au Grand Stratéguerre de s'en emparer et de l'utiliser contre les Terriens. Au ranch du Bouleau blanc, Banta provoque Actarus mais ce dernier refuse de se battre avec lui et se laisse humilier sans réagir, au grand désespoir de Mizar qui le traite de lâche. Véga met ses projets à exécution : un Golgoth attaque l'observatoire d'Armillérand et s'empare non seulement de ce dernier mais aussi du magnéti-capteur. Alcor, venu à la rescousse avec son petit vaisseau, est attaqué par les navettes.  Actarus se porte à son secours mais ne peut empêcher Hydargos de ramener Armillérand et son invention au Camp de la Lune noire. Minos ordonne à Hydargos de monter le magnéti-capteur sur Golgoth 22 mais Minas, plus subtile, suggère de placer le professeur dans la tête du Golgoth. Lorsque Goldorak combattra ce dernier, il hésitera à l'attaquer au risque de tuer Armillérand. Le professeur Procyon a mis au point un prototype de « magnéti-fisseur » destiné à contrecarrer les effets du magnéti-capteur tombé entre les mains de l'ennemi, mais Actarus ne pourra s'en servir qu'une seule fois. Alcor suggère de monter sur sa soucoupe des cellules magnétiques réceptrices afin de se placer entre Goldorak et le Golgoth. Actarus, quoique réticent, donne son accord. La Lune étant devenue rouge, le Golgoth passe à l'attaque. Goldorak et Alcor décollent. Le Golgoth vient à leur rencontre et le magnéti-capteur est mis en service. Hydargos croit que la victoire est assurée mais Alcor et Actarus mettent leur plan à exécution et le magnéti-fisseur neutralise les effets du magnéti-capteur. Furieux, Hydargos ordonne au Golgoth d'attaquer. Un corps à corps s'engage entre les deux robots mais Procyon avertit Actarus de la présence d'Armillérand dans la tête du Golgoth. Il décide de tenter de le décapiter, ce qui selon Actarus nécessitera plus de courage que de se battre contre Banta. Il réussit finalement sa manœuvre et récupère Armillerand et son invention. Furieux de ce nouvel échec, le Grand Stratéguerre fustige Minos et Hydargos. Actarus, lui, explique à Mizar que se battre sans raison valable n'est pas une preuve de courage.

## Le Déluge des mondes
L'épisode 23 est diffusé pour la première fois au Japon le 7 mars 1976 et en France le 14 septembre 1978.
Hydargos envoie Gis-Gis Antirak 23 avec pour but de faire sortir Goldorak de son repaire. Au Ranch du Bouleau blanc, la venue de l’engin provoque une telle panique parmi les chevaux qu'Ivanhoé, le cheval blanc d'Actarus, s'échappe de l'écurie. Rigel ordonne à Vénusia de prévenir Actarus pendant qu'il se lance à sa recherche. Mais les radars du centre ont détecté l'Antirak dans le bois ouest si bien que lorsque Vénusia arrive au centre, Goldorak a déjà décollé par la route no 7. Quand elle apprend à Alcor et à Procyon ce qui s'est passé et que le cheval affolé a pris la direction du bois ouest où se trouve l'Antirak, le professeur ordonne à Alcor de ramener Rigel au ranch au plus vite. Ce dernier tombe par hasard sur l'Antirak et son cheval, effrayé par le monstre, désarçonne Rigel et l'entraîne dans sa course, mais Alcor et Vénusia parviennent avec la jeep à rattraper et maîtriser le cheval fou. Rigel est blessé, mais vivant. Pendant ce temps, Hydargos ordonne à l'antirak dernier de regagner la soucoupe amirale, protégé par une escadrille de navettes qui oblige Goldorak à abandonner sa poursuite. Procyon lui suggère de rentrer par la route no 4.
Toutes ces allées et venues permettent à Hydargos de délimiter un triangle, périmètre dans lequel le repaire de Goldorak doit se trouver, et qu'il se propose d'inonder en détruisant trois grands barrages. Minas approuve l'idée d'Hydargos, soulignant que la période de fonte des neiges va hypertrophier la catastrophe. Au ranch, Actarus est accueilli froidement par Vénusia, excédée par ses disparitions et le rendant responsable de l'accident de son père. Or ce dernier voulant repartir à la recherche d'Ivanhoé en dépit de ses blessures, Vénusia décide d'y aller elle-même. Rigel ordonne à Actarus de la ramener. Le jeune homme la poursuit donc jusque dans la région des barrages ou Ivanhoé se cache. 
Actarus rattrape Vénusia, et lui suggère d'arrêter la poursuite. Cette dernière lui demande une nouvelle fois de lui dire où il était mais Actarus garde le silence. Contrariée, Vénusia fait un demi-tour brusque mais son cheval la désarçonne et elle bascule dans une gorge profonde où coule un torrent. Elle éprouve un choc intense lorsqu'elle voit Actarus se transformer en Prince d'Euphor pour la sauver. Il la rattrape in extremis, inconsciente mais vivante. Un orage éclate alors et quand Vénusia ouvre les yeux, Actarus lui révèle son vrai nom et son origine extraterrestre. Terrorisée, la jeune fille tente de s'enfuir mais glisse. Actarus la rejoint, mais elle refuse qu'il la touche. Actarus gifle Vénusia qui s'évanouit à nouveau sous l'effet de l'émotion. À son réveil, Vénusia est surprise de se retrouver allongée et recouverte d'une couverture dans une grotte sous l'effet d'un bon feu et surtout nue. À ses côtés, Actarus — à nouveau en tenue de palefrenier — lui explique qu'elle aurait pris mal dans ses vêtements mouillés. Il sort de la grotte laissant Vénusia se rhabiller, encore sous le choc de ce qu'elle a découvert. Actarus lui explique que Véga le recherche, ainsi que Goldorak, depuis très longtemps ; c'est pour cette raison qu'ils doivent rester dans l'anonymat. 
Vénusia demande alors à rester seule, mais elle est capturée par Hydargos qui exige qu'Actarus (qui a de nouveau revêtu sa tenue de prince) plonge Goldorak dans le réservoir des barrages, faute de quoi Vénusia sera précipitée dans le réservoir. Actarus accepte et s'exécute. Hydargos tient - pour une fois - sa promesse et relâche Vénusia. Un Antirak commence à faire céder les barrages : Goldorak tente de l'arrêter au risque de détruire lui-même les barrages avec ses propres armes, mais il est emporté par les flots déchaînés du torrent. Sous l'effet du choc Actarus est assommé. Alcor de son côté tente de mettre les animaux du ranch à l'abri. Vénusia, criant de toutes ses forces, parvient à réveiller Actarus; il reprend le contrôle de Goldorak et s'interpose entre l'Antirak et le dernier barrage. Un combat violent a lieu mais Goldorak a raison d'Antirak 23 et le barrage est sauvé. Hydargos s'enfuit une fois de plus, promettant sa revanche. Vénusia a compris que c'est grâce à Actarus et à Goldorak qu'ils peuvent tous vivre en paix. En conséquence, elle se réconcilie avec lui. C'est à ce moment qu'Ivanhoé réapparaît.
Remarques :
- Au cours de cet épisode, Vénusia découvre la véritable identité d'Actarus.  Elle est le premier personnage depuis Alcor au tout début de la série à faire cette découverte.

## L'Exécuteur
- L'épisode 24 est diffusé pour la première fois au Japon le 14 mars 1976[1] puis en France le 18 septembre 1978. Le scénario est de Tatsuo Tamura[3].
- Résumé : Après avoir lancé une attaque massive de navettes, Hydargos fait l'objet de critiques du commandant Sogrady, de la Division Ruine, envoyé du Grand Stratéguerre. Sogrady s'introduit dans une sonde de la NASA avant son retour sur Terre, puis prend l'apparence d'un scientifique terrien, le docteur Zénith, venu la récupérer. S'entretenant avec le professeur Procyon et Alcor, le faux Zénith dévoile des diamants venus de l'espace. Alcor propose d'en récupérer de nouveaux grâce à sa soucoupe, mais il est bientôt attaqué par des navettes. Son appareil endommagé, Actarus se charge de récupérer les échantillons de diamants dans l'espace. Sogrady n'arrive pas à identifier Actarus et le confond avec Rigel, puis il comprend sa méprise et décide de revenir au Centre spatial où il est aperçu sous son vrai jour par Vénusia. Le faux docteur Zénith agresse Vénusia sous les yeux d'Actarus qui reconnaît l'assassin de ses parents sur Euphor sous les traits du faux Zénith. Sogrady récupère son Golgoth, et débute l'affrontement avec Goldorak. Pris entre le feu de Goldorak et de sa soucoupe porteuse, le Golgoth est détruit.
- Remarques :
  - Les circonstances dans lesquelles les parents d'Actarus ont été assassinés sont dévoilées par des images arrêtées inédites.
  - Pour sauver Vénusia, Actarus lance sur Zénith le médaillon d'appartenance à la famille royale d'Euphor (que l'on aperçoit pour la première fois) ; le choc fait reprendre sa véritable apparence à Sogrady.

## Les Amoureux d'Euphor
- L'épisode 25 est diffusé pour la première fois au Japon le 21 mars 1976[1] puis en France le 21 septembre 1978.
- Résumé : Après qu'une soucoupe s'est écrasée à proximité du Centre spatial, des soldats de Véga poursuivent une jeune femme, Aphélie. Elle se révèle être une habitante d'Euphor à laquelle Actarus était autrefois très lié. Elle lui apprend qu'il existait des survivants d'Euphor, réduits en esclaves ou cobayes, et qui ont tous connu une mort affreuse, comme son petit frère Nadir qui aurait été assassiné par un traître. Mais Aphélie a été manipulée par les forces de Véga, qui l'ont persuadée qu'Actarus avait trahi sa planète et qu'elle se devait de le tuer. Munie d'une arme blanche, elle tente de le faire au cours d'une promenade, mais elle n'y parvient pas. Actarus démasque ses intentions quand elle s'introduit dans le hangar de Goldorak pour le détruire, mais Aphélie l'accuse alors d'avoir fui Euphor en laissant les survivants derrière lui, ne pensant qu'à sauver sa propre vie et d'être l'assassin de Nadir, dont le cerveau aurait été prétendument greffé dans le premier Golgoth qu'Actarus a détruit. Choqué par cette accusation, Actarus reste sans réaction et est roué de coups par Aphélie jusqu'à l'arrivée du Professeur Procyon qui la neutralise avec un rayon paralysant. Procyon découvre qu'elle est conditionnée par un « céphalo-pulseur » et le lui enlève. Redevenue elle-même et réalisant, en voyant Actarus en état de choc, le mal qu'elle a fait, Aphélie reprend la soucoupe qui l'a amenée sur Terre et va affronter les forces de Véga. Actarus sort de sa prostration et la supplie de renoncer mais, pour racheter ses fautes, dans une action kamikaze elle fait exploser son vaisseau sur le Golgoth. Effondré, Actarus promet de vaincre Véga et de ne jamais le laisser occuper la Planète Bleue.
- Remarques :
  - Dans la version originale, Goldorak est qualifié de « dieu protecteur d'Euphor » par Aphélie, ce qui en fait une réalisation strictement euphorienne.

## Les Bords de l'abîme
- L'épisode 26 est diffusé pour la première fois au Japon le 28 mars 1976[1] puis en France le 25 septembre 1978. Il forme une histoire en deux parties avec l'épisode suivant Vaincre ou Périr.
- Résumé :  Une fusée a été construite en secret par le Pr Procyon. Alcor et Argoli partent à son bord direction l'espace. Les deux hommes vont débuter la construction d'un relais spatial. Mais averti par ses radars, Hydargos lance un Golgoth afin d'attaquer la station orbitale. Celle-ci touchée, Alcor part à la dérive dans l'espace. Ayant également lancé une escadrille de navettes sur terre selon une suggestion de Minas,Hydargos espère ainsi découvrir la base secrète de Goldorak lorsqu'il sortira pour secourir Alcor. Profitant d'une diversion créée par le lancement d'une seconde fusée, Actarus décolle avec Goldorak par la route no 7. Dans l'espace, il doit affronter des navettes et le Golgoth 26 a qui Hydargos adjoint un second Golgoth. La soucoupe porteuse parvient à récupérer Alcor puis Goldorak rompt le combat pour rejoindre la Terre poursuivi par les deux Golgoths et la soucoupe amirale d'Hydargos. Poursuivant la capsule d'Argoli retournée sur terre, un troisième Golgoth à plusieurs têtes attaque alors le centre spatial et le ranch du Bouleau blanc. Voulant sauver un lapin, Vénusia est gravement blessée. Le rayon ayant détruit ses globules rouges, une transfusion sanguine est nécessaire pour la sauver mais la jeune fille ayant un groupe sanguin rare (groupe O négatif), personne au centre ne peut lui donner son sang. À peine de retour au centre et mis au courant du drame par Mizar, Alcor décide d'aller en chercher à la banque du sang avec sa soucoupe, mais en décollant, il se heurte à un mur de navettes. Goldorak, de son côté, détruit un des trois Golgoth, mais est immobilisé par les deux derniers à la fin de l'épisode. L'histoire se poursuit dans l'épisode suivant.